# Kirsten Dunst
Kirsten Dunst   (Point Pleasant, 30 d'abril de 1982) és una actriu, model i cantant estatunidenca. Va debutar al món cinematogràfic amb Oedipus Wrecks, un curtmetratge dirigit per Woody Allen i pertanyent a l'antologia cinematogràfica Històries de Nova York (1989). A l'edat de dotze anys, va ser reconeguda per la seva interpretació de la vampiressa Claudia a Entrevista amb el vampir (1994), per la qual va ser nominada al Globus d'or a la millor actriu secundària. Aquell mateix any va aparèixer a la pel·lícula Little women, per la qual també va ser reconeguda.
Va assolir la fama internacional com a resultat de la seva participació en la saga de Spiderman, on va interpretar Mary Jane Watson, i fou nominada a guardons com el Premi MTV i el Premi Empire. Des de llavors, ha aparegut en pel·lícules com la comèdia romàntica Wimbledon (2004), el drama de ciència-ficció Eternal Sunshine of the Spotless Mind (2004) i la tragicomèdia de Cameron Crowe, Elizabethtown (2005). A més, va exercir el paper protagonista a la pel·lícula Marie Antoinette (2006), dirigida per Sofia Coppola, i va protagonitzar la comèdia How To Lose Friends & Alienate People (2008).
El 2001, l'actriu va fer el seu debut com a cantant al film Get Over It, en què hi va interpretar dues cançons. També va contribuir amb la melodia de jazz «After You've Gone» per als crèdits finals del film The Cat's Meow (2001). A començaments de 2008, Dunst va confirmar que es trobava sumida en una depressió i que era en un centre de tractament, tot i que el març va aconseguir tirar endavant i va reprendre la seva carrera artística. L'any 2011 obté el premi del Festival de Cannes a la millor interpretació femenina, el premi més important de la seva carrera per la seva actuació al film "Melancholia" del director danès Lars von Trier.

## Biografia
Va néixer a Point Pleasant, Nova Jersey, filla de Klaus i Inez Dunst. Té un germà menor, Christian, nascut el 1987. El seu pare va treballar com a executiu de serveis mèdics, mentre que la seva mare era artista i al seu torn propietària d'una galeria. Té ascendència alemanya per part del seu pare, i sueca per part de la seva mare.
Va viure a Nova Jersey fins als sis anys, on va anar a l'escola Ranney School abans de mudar-se amb la seva mare i germà a Los Angeles, Califòrnia el 1991. El 1995, la seva mare va demanar el divorci. L'any següent va començar a anar a l'escola de Notre Dame, una de secundària privada i catòlica de Los Angeles. Després de graduar-se a l'escola va continuar la seva carrera com a actriu, iniciada a l'edat de vuit anys. D'adolescent, va tenir dificultat per afrontar la seva creixent fama, i per un temps va culpar la seva mare per pressionar-la per actuar sent amb prou feines una nena. Tanmateix, després va expressar que la seva mare «...sempre va tenir les millors intencions [per a ella]». Quan se li va preguntar si es penedia de la manera com havia viscut la seva infantesa, va dir: «Bé, no és una manera natural de créixer, però és la manera com vaig créixer i mai no la canviaria. Tinc les meves coses per treballar […] no penso que qualsevol pot asseure a pensar i dir que 'La meva vida és més fotuda que la teva'. Tota persona té els seus problemes».

## Carrera

### Primers treballs
Va començar la seva carrera als tres anys com a model en anuncis de televisió, i va arribar a signar contractes amb Ford Models i Elit Model Management. Als vuit va fer el seu debut en el cinema amb un paper menor a Oedipus Wrecks, un curtmetratge dirigit per Woody Allen que es va estrenar com la tercera part de l'antologia New York Stories (Històries de Nova York) (1989). Poc després va interpretar un petit rol a The Bonfire of the Vanities (1990), com a la filla de Tom Hanks. El 1993, va interpretar Hedril a «Dark Page», el setè episodi de la setena temporada de Star Trek: The Next Generation (Star Trek: la nova generació).

### Èxit
La pel·lícula que va catapultar la seva carrera fou Entrevista amb el vampir el 1994, basada a la novel·la d'Anne Rice, on hi interpreta la nena vampiressa Claudia, una filla substituta dels personatges que van interpretar Tom Cruise i Brad Pitt. El film va rebre crítiques ambivalents en general, tot i que molts crítics van elogiar el paper de l'actriu. Roger Ebert va comentar que la interpretació de la vampiressa Claudia va ser un dels aspectes més «esborronadors» de la pel·lícula; a més, va remarcar la seva capacitat per transmetre la impressió de gran maduresa dins de la seva joventut. Todd Mccarthy, de la revista Variety, va apuntar que l'actuació estava «només bé» per als televidents. La pel·lícula conté una escena on va fer el seu primer petó, amb Brad Pitt, divuit anys més gran que ella. En una entrevista concedida a la revista Interview, va revelar, quan se li va preguntar sobre l'escena del petó amb Brad Pitt, que besar-lo la va fer sentir incòmoda: «Vaig pensar que era fastigós i que tenia 'polls'. [En aquell moment] jo tenia deu anys». El seu paper li va valer el premi MTV Movie a la «Millor interpretació revelació», el Saturn per «Millor jove actriu», i la seva primera nominació als Globus D'or.

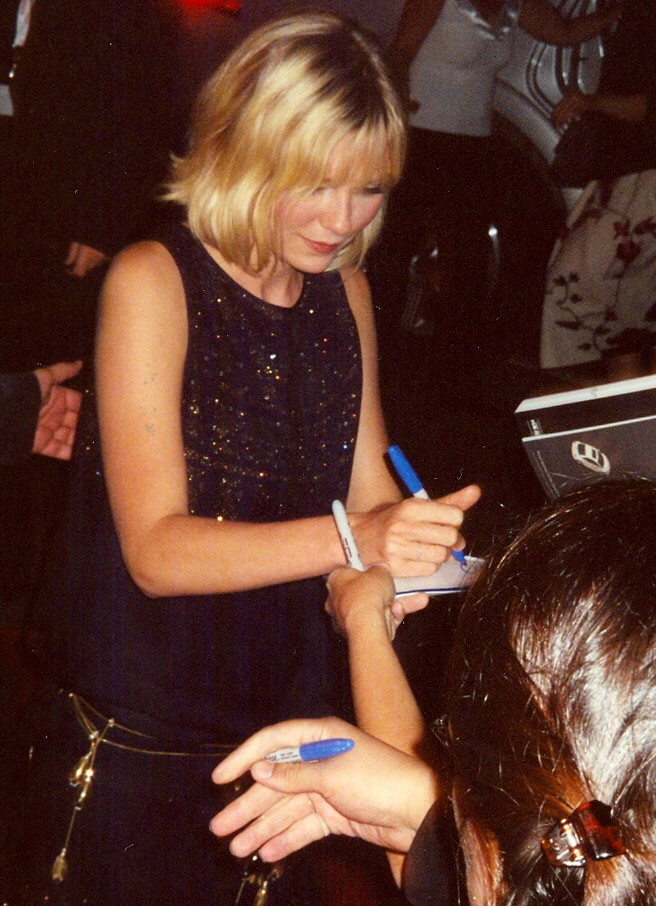
Dunst durant el Festival de Cinema de Toronto de 2005.

Després va aparèixer a l'adaptació del drama Donetes (1994), on va interpretar n'Amy March i va treballar al costat de Winona Ryder i Claire Danes; la pel·lícula va rebre crítiques favorables. Janet Maslin, de The New York Times, va escriure que la pel·lícula era la millor adaptació de Little Women que s'havia fet fins llavors, i va fer ressaltar l'actuació de Dunst: «El contrast perfecte per donar rellevància a Jo en la trama ve a partir de l'escena estel·lar d'Amy. La seva vanitat i rutilants entremaliadures cobren molt més sentit en provenir d'una nena entremaliada d'onze anys, comparant-la amb l'actuació de la crescuda Joan Bennett el 1933. La senyoreta Dunst, que també és aterridorament perfecta com la bebè sangonera a Interview With the Vampire és una petita vampiressa amb un gran futur al davant».
El 1995, va actuar a la pel·lícula de fantasia Jumanji, basada en el llibre del mateix nom de Chris Van Allsburg. La història tracta sobre un joc de taula sobrenatural i sinistre que fa que els animals i els riscos de la selva apareguin en la realitat en llançar uns daus al tauler. A la pel·lícula va formar part d'un elenc integrat per actors com Robin Williams, Bonnie Hunt i David Alan Grier. Després de la seva estrena, la pel·lícula va recaptar un total de 100 milions de dòlars a nivell mundial. Aquell mateix any va ser nomenada com una de les 50 persones més belles del món per la revista People, tornant a aparèixer-hi a la llista de 2002. El 1996, va tenir un petit paper en la tercera temporada del drama mèdic de la NBC, ER, on feia el paper d'una petita prostituta, Charlie Chiemingo, que és assistida pel Dr. Doug Ross, personatge interpretat per George Clooney. El 1997, va gravar la veu de la petita Anastasia a la pel·lícula musical i animada del mateix nom. El 1997 va aparèixer també en la sàtira política La cortina de fum, al costat de Robert De Niro i Dustin Hoffman. L'any següent, va deixar la seva veu per al personatge de Kiki, una aprenent de bruixa de tretze anys que abandona el seu poble natal per viure un any sola, a la pel·lícula d'anime Kiki's Delivery Service (Majo no takkyūbin) (1998).
A manera d'anècdota, va tenir l'oportunitat d'assumir el rol d'Angela a la pel·lícula dramàtica de 1999 American Beauty (Bellesa americana), però va decidir rebutjar-lo perquè no volia aparèixer en les escenes sexuals i indecents de la pel·lícula, en la qual també s'havia de besar amb Kevin Spacey. Sobre això va explicar: «En el moment de llegir-lo [el diàleg], tenia quinze anys i crec que no era prou madura com per a entendre aquest tipus d'escriptura». Aquell mateix any va aparèixer al costat de Michelle Williams en la comèdia Dick, considerada com una paròdia dels esdeveniments ocorreguts en l'escàndol Watergate, el qual va conduir a la renúncia del President dels Estats Units Richard Nixon.
A la pel·lícula independent de Sofia Coppola The Virgin Suicides (Les verges suïcides) (1999), va interpretar el paper d'una adolescent problemàtica anomenada Lux Lisbon. El film es va exhibir com una presentació especial al Festival Internacional de Cinema de San Francisco de l'any 2000. Després de la seva estrena al festival, va obtenir bones crítiques en general; Peter Stack, crític de San Francisco Chronicle, va escriure en la seva ressenya del film que l'actriu «posa en equilibri la seva innocència i perversitat de manera encantadora».
El 2000, va caracteritzar Torrance Shipman, la capitana d'un equip d'animadores a Bring It On (Triomfs robats). La pel·lícula va generar comentaris negatius majoritàriament; un exemple d'això és Charles Taylor de Salon.com, qui va escriure que la pel·lícula havia fallat en proporcionar-li a Dunst un bon paper com si havia passat a Dick o a The Virgin Suicides. Tanmateix, Jessica Winter, del diari The Village Voice, va felicitar l'actriu, assenyalant que la seva actuació era «alegre, tal com el seu paper a Dick ». La cinta va recaptar un total de 68 milions de dòlars a nivell internacional.
A l'any següent, va protagonitzar la comèdia per a adolescents Get Over It (2001). Després va explicar que una de les raons per haver acceptat l'esmentat paper era que se li havia donat l'oportunitat de cantar. També el 2001, va representar l'actriu estatunidenca desapareguda Marion Davies a The Cat's Meow (2001). La pel·lícula, dirigida per Peter Bogdanovich, va ser descrita per Derek Elley de Variety, com a «alegre i elegant», recalcant que era la millor actuació que Dunst havia fet fins a la data: «Creïble -tant com una ingènua consentida com a amant de dos homes molt diferents- Dunst ofereix un personatge juganer amb una simpatia i caràcter encomiables». A la ressenya d'Esquire, Tom Carson va catalogar la seva interpretació com a «formidable». Per la seva tasca va guanyar el premi de la categoria de Silver Ombú a la «Millor actriu» al Festival Internacional de Cinema de Mar del Plata de 2002.

### Spider-Man i altres actuacions notables

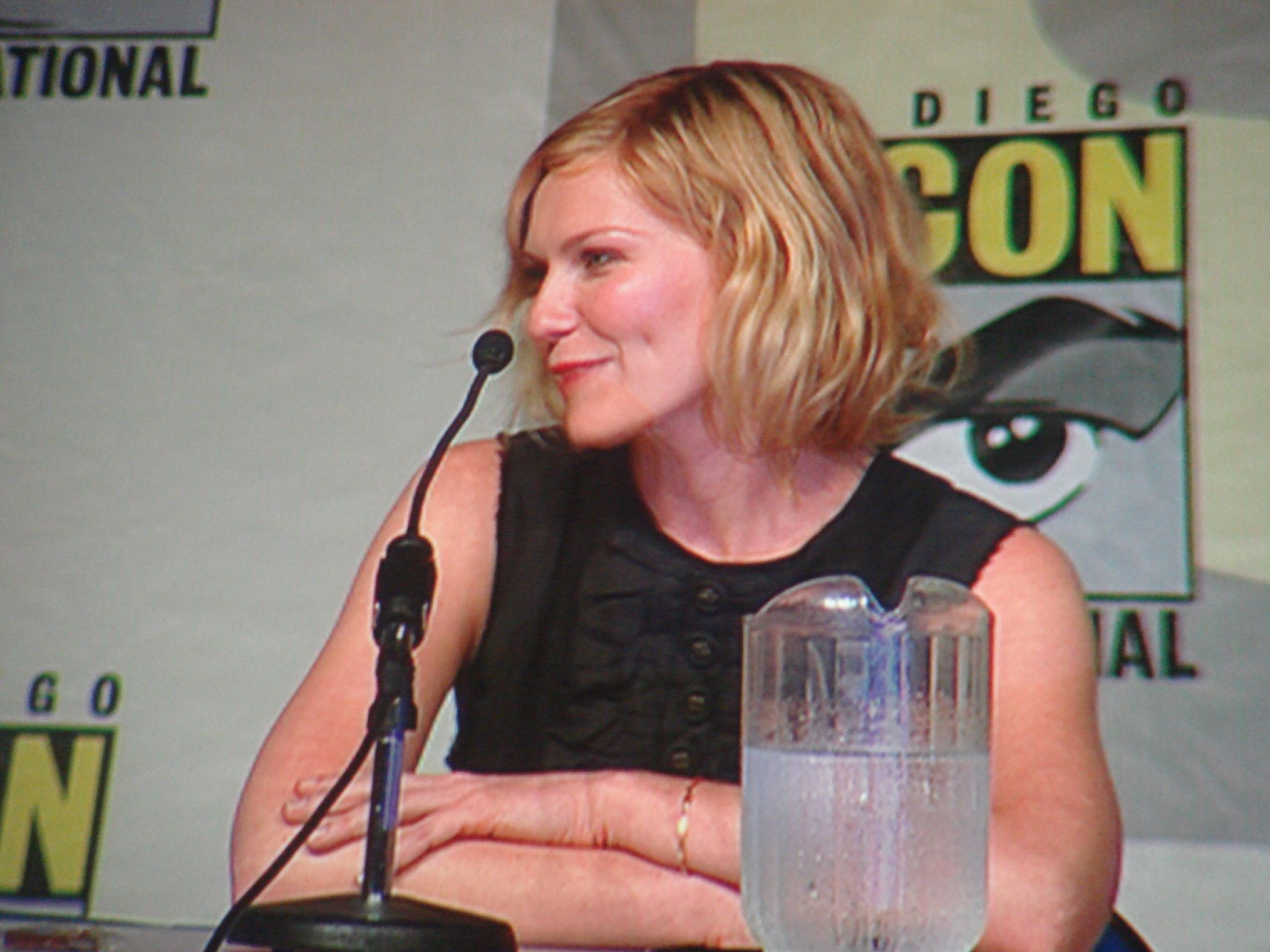
Dunst al Comic-Con de San Diego de 2006.

A la pel·lícula del superheroi Spider-Man de 2002, la més reeixida de la seva carrera fins a la data, dirigida per Sam Raimi, va interpretar Mary Jane Watson, la millor amiga i interès romàntic del personatge principal, interpretat per Tobey Maguire. Owen Gleiberman d'Entertainment Weekly va remarcar la seva habilitat en «afegir fins a la línia més petita divertida d'aquesta música presumida». A la ressenya de Los Angeles Times, el crític Kenneth Turan va notar que Dunst i Maguire van tenir una verdadera connexió a la pantalla, concloent que la seva relació embolica l'audiència a un nivell rarament vist a les pel·lícules. Spider-Man va ser un vertader èxit comercial i crític. La pel·lícula va recaptar 114 milions de dòlars durant el seu primer cap de setmana de projecció a Amèrica del Nord i va passar a guanyar 822 milions mundialment.
Després de l'èxit obtingut amb Spider-Man, va aparèixer al drama independent Levity (2003), on va tenir un paper de repartiment. Aquest mateix any va protagonitzar Mona Lisa Smile (El somriure de la Mona Lisa) (2003), formant part d'un repartiment que va incloure Julia Roberts, Maggie Gyllenhaal i Julia Stiles. El film va provocar generalment crítiques negatives; Manohla Dargis del diari Los Angeles Times la va descriure com a «petulant i reductiva». Després va aparèixer com a Mary Svevo a Eternal Sunshine of the Spotless Mind (Eterna resplendor d'una ment sense records) (2004), al costat de Jim Carrey, Kate Winslet i Tom Wilkinson. La pel·lícula va ser aclamada per la crítica; Entertainment Weekly va descriure la seva actuació secundària com a «enginyosa i intel·ligent». Després de la seva estrena, va recaptar 72 milions de dòlars a nivell mundial.
L'èxit de la primera pel·lícula de Spider-Man la va portar a reprendre el seu paper en la seqüela de 2004, Spider-man 2. El film es va mantenir estable pel que fa a les crítiques, i va resultar ser un gran èxit financer, trencant un nou rècord en taquilla durant la primera setmana de projecció per a Amèrica del Nord. Amb ingressos de 783 milions de dòlars a tot el món, es va convertir en la segona pel·lícula més taquillera de 2004. Aquell any, va aparèixer en la comèdia romàntica Wimbledon, un film on va caracteritzar una jugadora de tennis del Torneig de Wimbledon, amb Paul Bettany, qui interpreta una antiga estrella de tennis gairebé oblidada. La recepció de la pel·lícula va ser dividida, però molts crítics van gaudir de l'actuació de l'actriu; Claudia Puig, de USA Today, va reportar que la química entre Dunst i Bettany havia estat potent, amb Dunst fent un bon treball com una jugadora descarada i segura de si mateixa.
El 2005, va aparèixer com a l'assistent de vol Claire Colburn, amb Orlando Bloom, a Elizabethtown, una pel·lícula escrita i dirigida per Cameron Crowe. La pel·lícula es va estrenar el 2005 al Festival Internacional de Cinema de Toronto. L'actriu va revelar que treballar amb Crowe havia estat agradable, però més exigent del que ella esperava en un inici. La pel·lícula va obtenir crítiques variades; Chicago Tribune la va avaluar amb una estrella sobre quatre i va catalogar d'«embafadora» la seva actuació com a assistent de vol. De la mateixa manera Elizabethtown no va obtenir bons resultats a nivell comercial.

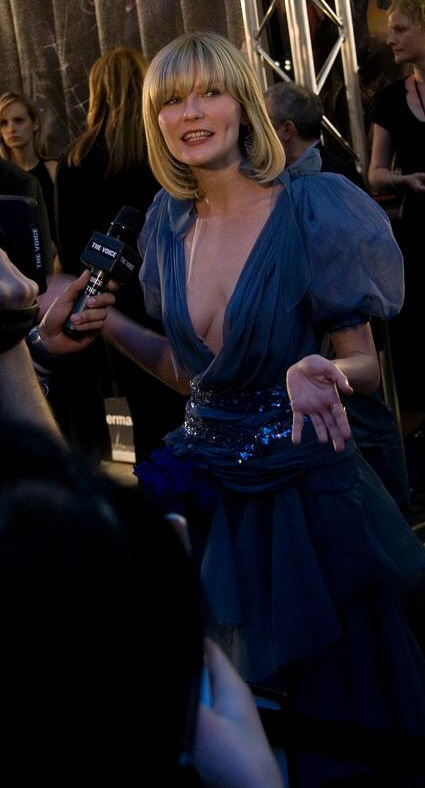
Dunst a la premiere de Spider-man 3 a Estocolm, Suècia, l'abril de 2007.

El seu següent paper en una pel·lícula va ser el del personatge principal de la pel·lícula biogràfica de 2006 Marie Antoinette (Maria Antonieta), una adaptació de la novel·la d'Antonia Fraser Marie Antoinette: The Journey; va ser la segona ocasió en la qual va ser dirigida per Sofia Coppola. La cinta es va projectar com una presentació especial al Festival de Canes de 2006, i va rebre crítiques favorables. Els ingressos internacionals es van estimar de 45 a 60 milions de dòlars.
El 2007 va tornar a interpretar na Mary Jane Watson, a Spider-man 3. A diferència dels comentaris positius rebuts a les altres dues pel·lícules, Spider-Man 3 es va trobar amb una recepció variada de banda dels crítics. No obstant això, amb un total de 891 milions de dòlars en ingressos de taquilla es va posicionar com la més reeixida de la sèrie cinematogràfica, així com la més taquillera de Dunst a finals de 2008. Després d'haver firmat inicialment per tres pel·lícules de Spider-Man, va revelar que tenia intencions de tornar a reprendre el rol de Mary Jane només si Raimi i Maguire tornaven. El gener de 2010 es va anunciar que la franquícia Spider-Man començaria de nou; no obstant això, Dunst, Maguire i Raimi no participaran una altra vegada a la sèrie.
A la pel·lícula de 2008 How To Lose Friends And Alienate People hi va aparèixer al costat de Simon Pegg. La pel·lícula és una adaptació de l'autobiografia del mateix nom de l'exeditor i col·laborador de la revista Vanity Fair Toby Young. Dunst es va unir al projecte perquè, com després va revelar, s'havia anunciat que Pegg hi sortiria.
Igualment, va accedir a participar en All Good Things, assumint el paper estel·lar junt amb Ryan Gosling, on va interpretar una dona d'un barri desgavellat que desapareix. També va acceptar actuar a Sweet Relief com a l'activista per la pau Marla Ruzicka, una col·laboradora nord-americana assassinada per una bomba suïcida a Bagdad. El 2007 va mostrar el seu interès per interpretar el paper de la vocalista de Blondie, Debbie Harry, a la pròxima pel·lícula biogràfica de la banda dirigida per Michel Gondry. A més, protagonitzà amb Jim Sturgess la cinta Upside Down de 2011. i la nova pel·lícula de Lars von Trier titulada Melancholia, gràcies a la qual va guanyar el premi a la millor actriu en el prestigiós Festival de Canes.

### Música
Va fer el seu debut com a cantant a la pel·lícula de 2001 Get Over It, interpretant dues cançons escrites per Marc Shaiman. També va deixar la seva veu per als crèdits finals de The Cat's Meow, cantant «After You've Gone», un jazz estàndard de Henry Creamer i Turner Layton. A Spider-Man 3, hi canta dues cançons com a part del seu paper de Mary Jane Watson, una durant l'escena de la seva actuació a Broadway, i una altra com la cantant cambrera en un club de jazz. L'actriu va revelar que va gravar les cançons abans i després de realitzar el play back quan la filmació va començar. També va aparèixer en el video musical de la cançó de Savage Garden «I Knew I Loved You», i va cantar dues pistes, «This Old Machine» i «Summer Day», a l'àlbum de 2007 de Jason Schwartzman, Nighttiming. En una entrevista amb The Advertiser, va explicar que no té plans per seguir els passos d'actors com Russell Crowe o Toni Collette per llançar un àlbum, dient: «Definitivament no. De cap manera. Va funcionar quan Barbra Streisand ho feia, però ara és una mica cursi, penso jo. Funciona millor quan els cantants són a les pel·lícules».
Dunst va protagonitzar, fent el paper de la princesa màgica Majokko, el curt dirigit per Takashi Murakami i McG Akihabara Majokko Princess cantant una versió de «Turning Japanese». Això va ser mostrat en l'exhibició Pop Life al museu Tate Modern de Londres. Es mostra l'actriu ballant al voltant d'Akihabara, un districte comercial concorregut de Tòquio.

## Vida personal

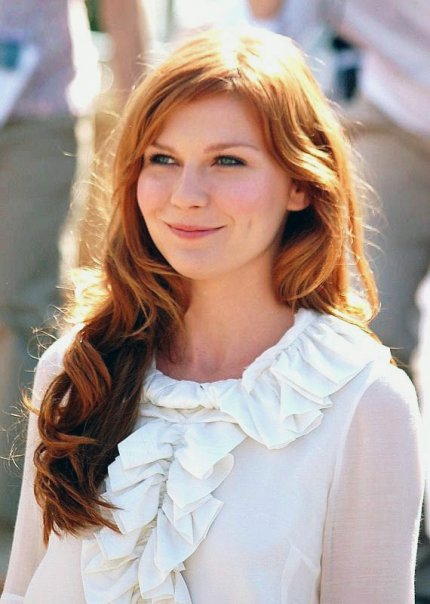
Dunst a l'estrena de Marie Antoinette, al Festival de Canes.

Fins a 2009, roman soltera i no se l'ha relacionat amb una parella a llarg termini. Pel que sembla, va estar involucrada en una relació breu amb el dramaturg Jeff Smeenge, l'actor Jake Gyllenhaal i el músic Johnny Borrell de Razorlight.
Sobre tendències electorals, va donar suport al candidat demòcrata John Kerry en les Eleccions presidencials dels Estats Units de 2004. Quatre anys després, va donar suport al demòcrata Barack Obama a l'elecció presidencial de 2008. Va revelar que va recolzar Obama «des del principi» de la campanya presidencial. Per fonamentar l'anterior, va dirigir i va redactar un documental titulat Why Tuesday (Per què dimarts), explicant la tradició dels Estats Units de votar els dimarts. Va explicar que dimarts «no és un dia festiu, i els Estats Units és un dels països més democràtics pel que fa a la participació dels votants». A més, va comentar que era important «guiar la gent cap al bon camí» per votar el 4 de novembre.
Les seves obres de caritat inclouen la seva participació en l'Elizabeth Glaser Pediatric Aids Foundation, on va ajudar a dissenyar i promoure un collar, els ingressos per la venda del qual van ser donats a la fundació Glaser. Ha ajudat a més a fer front al càncer de mama; el setembre de 2008 va participar en el teletón Stand Up to Cancer per ajudar a recaptar fons per accelerar la investigació sobre el càncer. El 5 de desembre de 2009 va participar en el Teletón de Mèxic, per ajudar a recaptar fons i així tractar el càncer i la rehabilitació de nens.
Ha confirmat que va ser tractada per depressió a començaments de 2008. Va buscar tractament al centre de tractament Cirque Lodge, ubicat a Utah. Després va explicar com s'havia sentit durant sis mesos abans d'acudir a rehabilitació. El març va sortir del centre de tractament i va començar a filmar All Good Things. El maig va fer pública aquesta informació per destacar la lluita a la qual s'enfronten moltes altres dones d'èxit i per desmentir els rumors falsos que havien estat molt dolorosos per a la seva família.

## Filmografia
| Any  | Títol                                                                | Paper              | Notes |
| ---- | -------------------------------------------------------------------- | ------------------ | --- |
| 1989 | Històries de Nova York                                               | Lisa's daughter    | |
| 1990 | La foguera de les vanitats                                           | Campbell McCoy     | |
| 1991 | High Strung                                                          | Young Girl         | |
| 1993 | Darkness Before Dawn                                                 | Sandra Guard       | |
| 1993 | Sisters                                                              | Kitten Margolis    | Episodis: "Dear Georgie" i "The Land of the Lost Children"                                                                         |
| 1993 | Star Trek: La nova generació                                         | Hedril             | Episodi: "Dark Page" |
| 1994 | Greedy                                                               | Jolene             | |
| 1994 | Interview with the Vampire: The Vampire Chronicles                   | Claudia            | Nominada − Globus d'Or a la millor actriu secundària                                                                               |
| 1994 | Donetes                                                              | Amy March jove     | |
| 1995 | Jumanji                                                              | Judy Shepherd      | |
| 1996 | The Siege at Ruby Ridge                                              | Sara Weaver        | |
| 1996 | Mother Night                                                         | Young Resi Noth    | |
| 1996 | Touched by an Angel                                                  | Amy Ann McCoy      | Episodi: "Into the Light" |
| 1996 | ER                                                                   | Charlie Chiemingo  | Episodis: "Ghosts", "Union Station", "Homeless for the Holidays", "Night Shift", "Post Mortem", "One More for the Road"            |
| 1997 | The Outer Limits                                                     | Joyce Taylor       | Episodi: "Music of the Spheres" |
| 1997 | Tower of Terror                                                      | Anna Petterson     | |
| 1997 | Anastasia                                                            | Anastasia jove     | Veu |
| 1997 | Gun                                                                  | Sondra             | Episodi: "The Hole" |
| 1997 | La cortina de fum (Wag the Dog)                                      | Tracy Limes        | |
| 1997 | True Heart                                                           | Bonnie             | |
| 1998 | Stories from My Childhood                                            | Alice/Ivett        | Episodis: "The Snow Queen" i "Alice and the Mystery of the Third"                                                                  |
| 1998 | Embarassada als quinze anys (Fifteen and Pregnant)                   | Tina Spangler      | Telefilm |
| 1998 | Kiki's Delivery Service                                              | Kiki               | Veu |
| 1998 | Small Soldiers                                                       | Christy Fimple     | |
| 1998 | The Hairy Bird                                                       | Verena von Stefan  | |
| 1998 | The Animated Adventures of Tom Sawyer                                | Becky Thatcher     | Veu |
| 1999 | The Devil's Arithmetic                                               | Hannah Stern       | Telefilm |
| 1999 | The Virgin Suicides                                                  | Lux Lisbon         | |
| 1999 | Drop Dead Gorgeous                                                   | Amber Atkins       | |
| 1999 | Dick                                                                 | Betsy Jobs         | |
| 2000 | La súplica de l'amant (Lover's Prayer)                               | Zinaida            | |
| 2000 | The Crow: Salvation                                                  | Erin Randall       | |
| 2000 | Luckytown                                                            | Lidda Doyles       | |
| 2000 | A totes (Bring It On)                                                | Torrance Shipman   | |
| 2000 | La força del passat (Deeply)                                         | Silly              | |
| 2001 | Get Over It                                                          | Kelly Woods/Helena | |
| 2001 | Crazy/Beautiful                                                      | Nicole Oakley      | |
| 2001 | The Cat's Meow                                                       | Marion Davies      | |
| 2002 | Spider-Man                                                           | Mary Jane Watson   | |
| 2002 | Saturday Night Live                                                  | Host               | 1 episodi |
| 2003 | The Death and Life of Nancy Eaton                                    |                    | TV |
| 2003 | Levity                                                               | Sofia Mellinger    | |
| 2003 | Kaena: The Prophecy                                                  | Kaena              | Veu |
| 2003 | El somriure de la Mona Lisa (Mona Lisa Smile)                        | Betty Warren       | |
| 2004 | Eternal Sunshine of the Spotless Mind                                | Mary Svevo         | |
| 2004 | Spider-Man 2                                                         | Mary Jane Watson   | |
| 2004 | Wimbledon                                                            | Lizzie Bradbury    | |
| 2005 | Elizabethtown                                                        | Claire Colburn     | |
| 2006 | Maria Antonieta                                                      | Maria Antonieta    | |
| 2007 | Spider-Man 3                                                         | Mary Jane Watson   | |
| 2008 | Nova York per a principiants (How to Lose Friends & Alienate People) | Alison Olsen       | |
| 2010 | The Second Bakery Attack                                             | Nat                | Short film |
| 2010 | All Good Things                                                      | Katie Marks        | |
| 2011 | Fight for Your Right Revisited                                       | Metal Chick        | Curtmetratge |
| 2011 | Melancholia                                                          | Justine            | Premi a la interpretació femenina (Festival de Canes)                                                                              |
| 2012 | Bachelorette                                                         | Regan              | |
| 2012 | On the Road                                                          | Camille            | |
| 2012 | Upside Down                                                          | Eve                | |
| 2012 | Red Light Winter                                                     | Christina          | |
| 2013 | Letters to Jackie: Remembering President Kennedy                     | Ella mateixa (veu) | |
| 2017 | Hidden Figures                                                       | Vivian Mitchell    | |
| 2017 | The Beguiled                                                         | Edwina Morrow      | |
| 2017 | Woodshock                                                            | Theresa            | |
| 2021 | The Power of the Dog                                                 | Rose               | Nominada premi Globus d'Or a la millor actriu de repartiment Nominada al Premi sindicat d'actors a la millor actriu de repartiment |
| 2024 | Civil War                                                            |                    | |
|      |                                                                      |                    | |